# La Loge
La Loge is een gemeente in het Franse departement Pas-de-Calais (regio Hauts-de-France) en telt 185 inwoners (1999). De plaats maakt deel uit van het arrondissement Montreuil.

## Geografie
De oppervlakte van La Loge bedraagt 0,7 km², de bevolkingsdichtheid is 264,3 inwoners per km².
De onderstaande kaart toont de ligging van La Loge met de belangrijkste infrastructuur en aangrenzende gemeenten.

## Demografie
Onderstaande figuur toont het verloop van het inwonertal (bron: INSEE-tellingen).